# Veinte añitos
Veinte añitos es una obra de teatro escrita por Edgar Neville y estrenada en 1954. Viene a ser una segunda parte de El baile (1952).

## Argumento
Pepe y Faustina forman un matrimonio de ancianos, con el final de sus vidas ya cercano. Se les aparece el vicediablo y les ofrece retornar a la juventud. De nuevo con 20 años, las peripecias de esa edad les harán meditar y desear volver a la vejez.

## Estreno
- Teatro de la Comedia, Madrid, 9 de febrero de 1954.
  - Intérpretes: Conchita Montes, Pedro Porcel, Rafael Alonso, Luisita España.

## Adaptación para televisión
- TVE: Estudio 1, el 17 de noviembre de 1972.
  - Dirección y realización: Alberto González Vergel.
  - Intérpretes: Fernando Delgado, Ana María Vidal, José Sacristán, Mayrata O'Wisiedo, Maite Blasco, José Sancho, Pedro Sempson.